# Leichtathletik-Hallenweltmeisterschaften 2004
Die 10. Leichtathletik-Hallenweltmeisterschaften fanden vom 5. bis 7. März 2004 in Budapest statt, zum zweiten Mal nach 1989. Die Wettbewerbe wurden in der Budapest Sportaréna ausgetragen. Die neue Sporthalle mit 13.000 Sitzplätzen war am Standort der 1999 abgebrannten Halle errichtet worden.
Es nahmen 677 Athleten aus 139 Nationen teil. Das DLV-Team bestand aus 22 Athleten.
Der 200-Meter-Lauf fand hier zum letzten Mal statt. Der Grund dafür war, dass der Ausgang der Rennen aufgrund der engen Kurven zu vorhersehbar wurde. Athleten, die auf den engeren Innenbahnen laufen mussten, hatten meist keine Chance, das Rennen zu gewinnen.
Es gab vier neue Weltrekorde:
- Christian Olsson erreichte im Dreisprung eine Weite von 17,83 m.
- Die russische 4-mal-400-Meter-Staffel der Frauen benötigte 3:23,88 min.
- Jelena Issinbajewa erreichte im Stabhochsprung eine Höhe von 4,86 m.
- Tatjana Lebedewa sprang im Dreisprung 15,36 m weit.

## Männer

### 60 m
| Platz | Athlet               | Land | Zeit (s)  |
| ----- | -------------------- | ---- | --------- |
| 1     | Jason Gardener       | GBR  | 6,49      |
| 2     | Shawn Crawford       | USA  | 6,52      |
| 3     | Georgios Theodoridis | GRE  | 6,54      |
| 4     | Mickey Grimes        | USA  | 6,55      |
| 5     | Matic Osovnikar      | SLO  | 6,58 (NR) |
| 6     | Francis Obikwelu     | POR  | 6,60      |
| 7     | Simone Collio        | ITA  | 6,60      |
| 8     | Niconnor Alexander   | TRI  | 6,76      |

Datum: 5. März, 20:05 Uhr

### 200 m
| Platz | Athlet            | Land | Zeit (s)   |
| ----- | ----------------- | ---- | ---------- |
| 1     | Dominic Demeritte | BAH  | 20,66 (NR) |
| 2     | Johan Wissman     | SWE  | 20,72      |
| 3     | Tobias Unger      | GER  | 21,02      |
| 4     | Joseph Batangdon  | CMR  | 21,16      |
| 5     | Jimmie Hackley    | USA  | 21,35      |
| 6     | Marcin Urbaś      | POL  | 21,49      |

Datum: 7. März, 16:10 Uhr

### 400 m
| Platz | Athlet            | Land | Zeit (s) |
| ----- | ----------------- | ---- | -------- |
| 1     | Alleyne Francique | GRN  | 45,88    |
| 2     | Davian Clarke     | JAM  | 45,92    |
| 3     | Gary Kikaya       | COD  | 46,30    |
| 4     | Sofiane Labidi    | TUN  | 46,48    |
| 5     | Milton Campbell   | USA  | 46,74    |
| 6     | Joe Mendel        | USA  | 47,34    |

Datum: 6. März, 18:00 Uhr

### 800 m
| Platz | Athlet              | Land | Zeit (min)   |
| ----- | ------------------- | ---- | ------------ |
| 1     | Mbulaeni Mulaudzi   | RSA  | 1:45,71      |
| 2     | Rashid Ramzi        | BRN  | 1:46,15 (AR) |
| 3     | Osmar dos Santos    | BRA  | 1:46,26      |
| 4     | Amine Laâlou        | MAR  | 1:46,57 (PB) |
| 5     | William Yiampoy     | KEN  | 1:46,88      |
| 6     | Joseph Mwengi Mutua | KEN  | 1:47,86      |

Datum: 7. März, 17:00 Uhr

### 1500 m
| Platz | Athlet               | Land | Zeit (min) |
| ----- | -------------------- | ---- | ---------- |
| 1     | Paul Korir           | KEN  | 3:52,31    |
| 2     | Iwan Heschko         | UKR  | 3:52,34    |
| 3     | Laban Rotich         | KEN  | 3:52,93    |
| 4     | James Thie           | GBR  | 3:53,36    |
| 5     | Miroslaw Formela     | POL  | 3:53,70    |
| 6     | José Antonio Redolat | ESP  | 3:56,55    |
| 7     | Youssef Baba         | MAR  | 3:57,79    |

Datum: 7. März, 18:00 Uhr
Nachdem 800 Meter in schleppendem Tempo in 2:15,52 Minuten zurückgelegt worden waren, übernahm Paul Korir die Initiative und konnte seine Spitzenposition bis ins Ziel halten. Der Brite Michael East kam als Dritter mit einer Zeit von 3:52,88 min ins Ziel, wurde aber disqualifiziert, weil die Kampfrichter der Ansicht waren, dass er den heranstürmenden Rotich absichtlich blockiert hatte. Dem Marokkaner Abdelkader Hachlaf wurde der vierte Platz (3:53,22 min) aberkannt, nachdem eine im Vorfeld abgelieferte Dopingprobe positiv auf Nandrolon getestet wurde.

### 3000 m
| Platz | Athlet                | Land | Zeit (min) |
| ----- | --------------------- | ---- | ---------- |
| 1     | Bernard Lagat         | KEN  | 7:56,34    |
| 2     | Rui Silva             | POR  | 7:57,08    |
| 3     | Markos Geneti         | ETH  | 7:57,87    |
| 4     | Antonio David Jiménez | ESP  | 7:58,23    |
| 5     | Sergio Gallardo       | ESP  | 7:58,96    |
| 6     | Gert-Jan Liefers      | NED  | 8:02,86    |
| 7     | Kevin Sullivan        | CAN  | 8:03,34    |
| 8     | Mohammed Amyn         | MAR  | 8:03,50    |

Datum: 6. März, 19:45 Uhr

### 60 m Hürden
| Platz | Athlet             | Land | Zeit (s)   |
| ----- | ------------------ | ---- | ---------- |
| 1     | Allen Johnson      | USA  | 7,36 (WMR) |
| 2     | Liu Xiang          | CHN  | 7,43 (AR)  |
| 3     | Maurice Wignall    | JAM  | 7,48 (NR)  |
| 4     | Staņislavs Olijars | LAT  | 7,49 (PB)  |
| 5     | Yuniel Hernández   | CUB  | 7,58       |
| 6     | Robert Kronberg    | SWE  | 7,59       |
| 7     | Yoel Hernández     | CUB  | 7,78       |
| 8     | Dwight Thomas      | JAM  | 7,87       |

Datum: 6. März, 19:20 Uhr

### 4 × 400 m Staffel
| Platz | Land               | Athleten                                                        | Zeit (min)   |
| ----- | ------------------ | --------------------------------------------------------------- | ------------ |
| 1     | Jamaika            | Gregory Haughton Leroy Colquhoun Michael McDonald Davian Clarke | 3:05,21 (WL) |
| 2     | Russland           | Dmitri Forschew Boris Gorban Andrei Rudnizki Alexander Ussow    | 3:06,23      |
| 3     | Irland             | Robert Daly Gary Ryan David Gillick David McCarthy              | 3:10,44      |
| 4     | Schweiz            | Alain Rohr Cédric El-Idrissi Martin Leiser Andreas Oggenfuss    | 3:12,62      |
| 5     | Bahamas            | Chris Brown Timothy Munnings Andretti Bain Dennis Darling       | 3:17,57      |
|       | Vereinigte Staaten | James Carter Milton Campbell Joe Mendel Godfrey Herring         | DQ           |

Datum: 7. März, 18:40 Uhr
Die US-Stafette kam zwar mit einer Zeit von 3:06,96 min auf dem dritten Platz ins Ziel, wurde aber disqualifiziert, weil der Staffelstab, den Mendel beim Wechsel fallen ließ, entgegen den Regeln nicht von ihm selbst, sondern vom nachfolgenden Läufer Herring aufgehoben wurde.

### Hochsprung
| Platz | Athlet             | Land | Höhe (m) |
| ----- | ------------------ | ---- | -------- |
| 1     | Stefan Holm        | SWE  | 2,35     |
| 2     | Jaroslaw Rybakow   | RUS  | 2,32     |
| 3     | Ștefan Vasilache   | ROU  | 2,25     |
| 3     | Germaine Mason     | JAM  | 2,25     |
| 3     | Jaroslav Bába      | CZE  | 2,25     |
| 6     | Henads Maros       | BLR  | 2,25     |
| 7     | Andrij Sokolowskyj | UKR  | 2,25     |
| 8     | Adrian O’Dwyer     | IRL  | 2,25     |

Datum: 6. März, 18:15 Uhr

### Stabhochsprung
| Platz | Athlet              | Land | Höhe (m)  |
| ----- | ------------------- | ---- | --------- |
| 1     | Igor Pawlow         | RUS  | 5,80 (PB) |
| 2     | Adam Ptáček         | CZE  | 5,70      |
| 3     | Denys Jurtschenko   | UKR  | 5,70      |
| 4     | Patrik Kristiansson | SWE  | 5,70      |
| 5     | Tim Lobinger        | GER  | 5,70      |
| 6     | Giuseppe Gibilisco  | ITA  | 5,60      |
| 7     | Romain Mesnil       | FRA  | 5,60      |
|       | Rens Blom           | NED  | NM        |

Datum: 7. März, 15:45 Uhr

### Weitsprung
| Platz | Athlet                | Land | Weite (m) |
| ----- | --------------------- | ---- | --------- |
| 1     | Savanté Stringfellow  | USA  | 8,40      |
| 2     | James Beckford        | JAM  | 8,31      |
| 3     | Witali Schkurlatow    | RUS  | 8,28      |
| 4     | Bogdan Țăruș          | ROU  | 8,26      |
| 5     | Wolodymyr Sjuskow     | UKR  | 8,23 (PB) |
| 6     | Christopher Tomlinson | GBR  | 8,17 (NR) |
| 7     | Kirill Sossunow       | RUS  | 8,16      |
| 8     | Iván Pedroso          | CUB  | 8,09      |

Datum: 6. März, 18:05 Uhr

### Dreisprung
| Platz | Athlet                 | Land | Weite (m)  |
| ----- | ---------------------- | ---- | ---------- |
| 1     | Christian Olsson       | SWE  | 17,83 (WR) |
| 2     | Jadel Gregório         | BRA  | 17,43      |
| 3     | Yoandri Betanzos       | CUB  | 17,36      |
| 4     | Dsmitryj Waljukewitsch | BLR  | 17,22      |
| 5     | Marian Oprea           | ROU  | 17,19      |
| 6     | Mykola Sawolajnen      | UKR  | 16,95      |
| 7     | Daniil Burkenja        | RUS  | 16,62      |
| 8     | Julien Kapek           | FRA  | 16,50      |

Datum: 7. März, 18:10 Uhr

### Kugelstoßen
| Platz | Athlet              | Land | Weite (m)  |
| ----- | ------------------- | ---- | ---------- |
| 1     | Christian Cantwell  | USA  | 21,49      |
| 2     | Reese Hoffa         | USA  | 21,07 (PB) |
| 3     | Joachim Olsen       | DEN  | 20,99      |
| 4     | Tomasz Majewski     | POL  | 20,83 (NR) |
| 5     | Manuel Martínez     | ESP  | 20,79      |
| 6     | Andrej Michnewitsch | BLR  | 20,50      |
| 7     | Carl Myerscough     | GBR  | 20,47      |
| 8     | Jurij Bilonoh       | UKR  | 20,26      |

Datum: 7. März, 19:15 Uhr

### Siebenkampf
| Platz | Athlet              | Land | Punkte    |
| ----- | ------------------- | ---- | --------- |
| 1     | Roman Šebrle        | CZE  | 6438 (WL) |
| 2     | Bryan Clay          | USA  | 6365 (PB) |
| 3     | Lew Lobodin         | RUS  | 6203      |
| 4     | Dmitri Karpow       | KAZ  | 6155 (AR) |
| 5     | Erki Nool           | EST  | 6093      |
| 6     | Alexander Pogorelow | RUS  | 6022      |
| 7     | Jón Arnar Magnússon | ISL  | 5993      |
| 8     | Ranko Leskovar      | SLO  | 5612      |

Datum: 6./7. März
Der Siebenkampf bestand aus 60-Meter-Lauf, Weitsprung, Kugelstoßen, Hochsprung, 60-Meter-Hürdenlauf, Stabhochsprung und 1000-Meter-Lauf.

## Frauen

### 60 m
| Platz | Athletin              | Land | Zeit (s)  |
| ----- | --------------------- | ---- | --------- |
| 1     | Gail Devers           | USA  | 7,08      |
| 2     | Kim Gevaert           | BEL  | 7,12 (NR) |
| 3     | Julija Neszjarenka    | BLR  | 7,12      |
| 4     | Torri Edwards         | USA  | 7,16      |
| 5     | Muriel Hurtis         | FRA  | 7,17      |
| 6     | Julija Tabakowa       | RUS  | 7,17      |
| 7     | Christine Arron       | FRA  | 7,21      |
| 8     | Natallja Safronnikawa | BLR  | 7,23      |

Datum: 5. März, 19:50 Uhr

### 200 m
| Platz | Athletin                    | Land | Zeit (s) |
| ----- | --------------------------- | ---- | -------- |
| 1     | Natallja Safronnikawa       | BLR  | 23,13    |
| 2     | Swetlana Gontscharenko      | RUS  | 23,15    |
| 3     | Karin Mayr-Krifka           | AUT  | 23,18    |
| 4     | Maryna Majdanowa            | UKR  | 23,64    |
| 5     | Natalija Pyhyda             | UKR  | 23,80    |
|       | Anastassija Kapatschinskaja | RUS  | DQ       |

Datum: 7. März, 15:55 Uhr
Anastassija Kapatschinskaja kam mit einer Zeit von 22,78 s als Erste ins Ziel, wurde jedoch bei der anschließenden Dopingkontrolle positiv auf Stanozolol getestet und musste ihre Goldmedaille zurückgeben.

### 400 m
| Platz | Athletin                 | Land | Zeit (s)    |
| ----- | ------------------------ | ---- | ----------- |
| 1     | Natalja Nasarowa         | RUS  | 50,19 (WMR) |
| 2     | Olesja Krasnomowez       | RUS  | 50,65 (PB)  |
| 3     | Tonique Williams-Darling | BAH  | 50,87 (NR)  |
| 4     | Ionela Târlea            | ROU  | 51,58       |
| 5     | Julian Clay              | USA  | 52,82       |
| 6     | Fani Chalkia             | GRE  | 52,90       |

Datum: 6. März, 17:50 Uhr

### 800 m
| Platz | Athletin               | Land | Zeit (min)   |
| ----- | ---------------------- | ---- | ------------ |
| 1     | Maria de Lurdes Mutola | MOZ  | 1:58,50      |
| 2     | Jolanda Čeplak         | SLO  | 1:58,72      |
| 3     | Joanne Fenn            | GBR  | 1:59,50 (NR) |
| 4     | Jennifer Toomey        | USA  | 1:59,64 (PB) |
| 5     | Tatjana Andrianowa     | RUS  | 1:59,71 (PB) |
| 6     | Olga Raspopowa         | RUS  | 2:00,56      |

Datum: 7. März, 16:45 Uhr

### 1500 m
| Platz | Athletin            | Land | Zeit (min)   |
| ----- | ------------------- | ---- | ------------ |
| 1     | Kutre Dulecha       | ETH  | 4:06,40      |
| 2     | Carmen Douma-Hussar | CAN  | 4:08,18 (NR) |
| 3     | Gulnara Samitowa    | RUS  | 4:08,26      |
| 4     | Daniela Jordanowa   | BUL  | 4:08,52      |
| 5     | Natalija Tobias     | UKR  | 4:09,03      |
| 6     | Julija Kossenkowa   | RUS  | 4:09,32      |
| 7     | Alesja Turawa       | BLR  | 4:09,81      |
| 8     | Lidia Chojecka      | POL  | 4:10,32      |

Datum: 6. März, 19:10 Uhr

### 3000 m
| Platz | Athletin             | Land | Zeit (min) |
| ----- | -------------------- | ---- | ---------- |
| 1     | Meseret Defar        | ETH  | 9:11,22    |
| 2     | Berhane Adere        | ETH  | 9:11,43    |
| 3     | Shayne Culpepper     | USA  | 9:12,15    |
| 4     | Marta Domínguez      | ESP  | 9:12,85    |
| 5     | Joanne Pavey         | GBR  | 9:13,09    |
| 6     | Jelena Sadoroschnaja | RUS  | 9:13,70    |
| 7     | Sabrina Mockenhaupt  | GER  | 9:13,70    |
| 8     | Maryna Dubrowa       | UKR  | 9:14,34    |

Datum: 7. März, 17:40 Uhr

### 60 m Hürden
| Platz | Athletin              | Land | Zeit (s)   |
| ----- | --------------------- | ---- | ---------- |
| 1     | Perdita Felicien      | CAN  | 7,75 (WMR) |
| 2     | Gail Devers           | USA  | 7,78       |
| 3     | Linda Ferga-Khodadin  | FRA  | 7,82 (NR)  |
| 4     | Joanna Hayes          | USA  | 7,86       |
| 5     | Susanna Kallur        | SWE  | 7,89       |
| 6     | Lacena Golding-Clarke | JAM  | 7,89       |
| 7     | Flora Redoumi         | GRE  | 7,94       |
| 8     | Nicole Ramalalanirina | FRA  | 8,01       |

Datum: 7. März, 16:30 Uhr

### 4 × 400 m Staffel
| Platz | Land         | Athletinnen                                                                  | Zeit (min)   |
| ----- | ------------ | ---------------------------------------------------------------------------- | ------------ |
| 1     | Russland     | Olesja Krasnomowez Olga Kotljarowa Tatjana Lewina Natalja Nasarowa           | 3:23,88 (WR) |
| 2     | Belarus      | Natallja Salahub Hanna Kosak Ilona Ussowitsch Swjatlana Ussowitsch           | 3:29,96 (NR) |
| 3     | Rumänien     | Angela Moroșanu Alina Rîpanu Maria Rus Ionela Târlea                         | 3:30,06 (NR) |
| 4     | Polen        | Zuzanna Radecka Monika Bejnar Małgorzata Pskit Grażyna Prokopek              | 3:30,52 (NR) |
| 5     | Jamaika      | Ronetta Smith Allison Beckford Michelle Ballentine Michelle Burgher          | 3:33,77      |
| 6     | Griechenland | Eleftheria Papadopoulou Chrysoula Ngoundenoudi Yeoryia Koumnaki Fani Chalkia | 3:39,23      |

Datum: 7. März, 18:20 Uhr

### Hochsprung
| Platz | Athletin            | Land | Höhe (m)  |
| ----- | ------------------- | ---- | --------- |
| 1     | Jelena Slessarenko  | RUS  | 2,04 (WL) |
| 2     | Anna Tschitscherowa | RUS  | 2,00      |
| 3     | Blanka Vlašić       | CRO  | 1,97      |
| 4     | Wita Palamar        | UKR  | 1,97      |
| 5     | Daniela Rath        | GER  | 1,97      |
| 6     | Marta Mendía        | ESP  | 1,94      |
| 7     | Wenelina Wenewa     | BUL  | 1,94      |
| 8     | Wita Stjopina       | UKR  | 1,91      |

Datum: 7. März, 17:05 Uhr

### Stabhochsprung
| Platz | Athletin           | Land | Höhe (m)  |
| ----- | ------------------ | ---- | --------- |
| 1     | Jelena Issinbajewa | RUS  | 4,86 (WR) |
| 2     | Stacy Dragila      | USA  | 4,81 (AR) |
| 3     | Swetlana Feofanowa | RUS  | 4,70      |
| 4     | Jillian Schwartz   | USA  | 4,60 (PB) |
| 5     | Vanessa Boslak     | FRA  | 4,50 (NR) |
| 5     | Monika Pyrek       | POL  | 4,50      |
| 7     | Anna Rogowska      | POL  | 4,40      |
| 8     | Nastja Ryjikh      | GER  | 4,40      |

Datum: 6. März, 16:35 Uhr

### Weitsprung
| Platz | Athletin            | Land | Weite (m) |
| ----- | ------------------- | ---- | --------- |
| 1     | Tatjana Lebedewa    | RUS  | 6,98 (WL) |
| 2     | Tatjana Kotowa      | RUS  | 6,93      |
| 3     | Carolina Klüft      | SWE  | 6,92 (NR) |
| 4     | Guan Yingnan        | CHN  | 6,75      |
| 5     | Valentina Gotovska  | LAT  | 6,67      |
| 6     | Fiona May           | ITA  | 6,64      |
| 7     | Concepción Montaner | ESP  | 6,46      |
| 8     | Adina Anton         | ROU  | 6,43      |

7. März, 15:15 Uhr

### Dreisprung
| Platz | Athletin               | Land | Weite (m)  |
| ----- | ---------------------- | ---- | ---------- |
| 1     | Tatjana Lebedewa       | RUS  | 15,36 (WR) |
| 2     | Yamilé Aldama          | SUD  | 14,90 (AR) |
| 3     | Chrysopigi Devetzi     | GRE  | 14,73      |
| 4     | Trecia Smith           | JAM  | 14,71 (NR) |
| 5     | Magdelín Martínez      | ITA  | 14,67      |
| 6     | Françoise Mbango Etone | CMR  | 14,62      |
| 7     | Adelina Gavrilă        | ROU  | 14,62      |
| 8     | Olena Howorowa         | UKR  | 14,59      |

6. März, 16:10 Uhr

### Kugelstoßen
| Platz | Athletin            | Land | Weite (m)  |
| ----- | ------------------- | ---- | ---------- |
| 1     | Swetlana Kriweljowa | RUS  | 19,90      |
| 2     | Yumileidi Cumbá     | CUB  | 19,31      |
| 3     | Nadine Kleinert     | GER  | 19,05      |
| 4     | Krystyna Zabawska   | POL  | 19,00 (NR) |
| 5     | Li Meiju            | CHN  | 18,69      |
| 6     | Misleydis González  | CUB  | 18,41      |
| 7     | Nadseja Astaptschuk | BLR  | 18,33      |
|       | Wita Pawlysch       | UKR  | DQ         |

Datum: 5. März, 17:00 Uhr
Pawlysch belegte mit 20,49 m den ersten Platz, wurde aber bei der anschließenden Dopingkontrolle positiv auf Stanozolol getestet und disqualifiziert. Bereits bei den Hallenweltmeisterschaften 1999 war ihr die Goldmedaille wegen Dopings aberkannt worden. Als Wiederholungstäterin wurde sie nun lebenslang gesperrt.

### Fünfkampf
| Platz | Athletin           | Land | Punkte    |
| ----- | ------------------ | ---- | --------- |
| 1     | Naide Gomes        | POR  | 4759 (WL) |
| 2     | Natalija Dobrynska | UKR  | 4727 (NR) |
| 3     | Austra Skujytė     | LTU  | 4679 (NR) |
| 4     | Karin Ruckstuhl    | NED  | 4640 (NR) |
| 5     | Tia Hellebaut      | BEL  | 4526      |
| 6     | Iryna Butor        | BLR  | 4315 (PB) |
| 7     | Larissa Netšeporuk | EST  | 4227      |
| 8     | Kim Schiemenz      | USA  | 4012      |

Datum: 5. März
Der Fünfkampf bestand aus 60-Meter-Hürdenlauf, Hochsprung, Kugelstoßen, Weitsprung und 800-Meter-Lauf.

## Erklärungen
- WR: Weltrekord
- WMR: Weltmeisterschaftsrekord
- AR: Kontinentalrekord
- NR: nationaler Rekord
- WL: Weltjahresbestleistung
- PB: persönliche Bestleistung

## Medaillenspiegel
| Medaillenspiegel |                              |      |        |        |        |
| Platz            | Land                         | Gold | Silber | Bronze | Gesamt |
| 1                | Russland                     | 8    | 6      | 4      | 18     |
| 2                | Vereinigte Staaten           | 4    | 5      | 1      | 10     |
| 3                | Äthiopien                    | 2    | 1      | 1      | 4      |
|                  | Schweden                     | 2    | 1      | 1      | 4      |
| 5                | Kenia                        | 2    | –      | 1      | 3      |
| 6                | Jamaika                      | 1    | 2      | 1      | 4      |
| 7                | Belarus                      | 1    | 1      | 1      | 3      |
|                  | Tschechien                   | 1    | 1      | 1      | 3      |
| 9                | Kanada                       | 1    | 1      | –      | 2      |
|                  | Portugal                     | 1    | 1      | –      | 2      |
| 11               | Bahamas                      | 1    | –      | 1      | 2      |
|                  | Vereinigtes Königreich       | 1    | –      | 1      | 2      |
| 13               | Grenada                      | 1    | –      | –      | 1      |
|                  | Mosambik                     | 1    | –      | –      | 1      |
|                  | Südafrika                    | 1    | –      | –      | 1      |
| 16               | Ukraine                      | –    | 2      | 1      | 3      |
| 17               | Brasilien                    | –    | 1      | 1      | 2      |
|                  | Kuba                         | –    | 1      | 1      | 2      |
| 19               | Bahrain                      | –    | 1      | –      | 1      |
|                  | Belgien                      | –    | 1      | –      | 1      |
|                  | Volksrepublik China          | –    | 1      | –      | 1      |
|                  | Slowenien                    | –    | 1      | –      | 1      |
|                  | Sudan                        | –    | 1      | –      | 1      |
| 24               | Deutschland                  | –    | –      | 2      | 2      |
|                  | Griechenland                 | –    | –      | 2      | 2      |
| 26               | Rumänien                     | –    | –      | 2      | 2      |
| 27               | Kroatien                     | –    | –      | 1      | 1      |
|                  | Demokratische Republik Kongo | –    | –      | 1      | 1      |
|                  | Dänemark                     | –    | –      | 1      | 1      |
|                  | Frankreich                   | –    | –      | 1      | 1      |
|                  | Irland                       | –    | –      | 1      | 1      |
|                  | Litauen                      | –    | –      | 1      | 1      |
|                  | Österreich                   | –    | –      | 1      | 1      |